# Pauline Savari
Pour les articles homonymes, voir Savari (homonymie).
Pauline Savari, née Pauline Joséphine Hammerer le 10 janvier 1859 à Viarmes et morte le 9 janvier 1907 à Auteuil, est une journaliste, romancière, actrice de théâtre, artiste lyrique et féministe française du XIXe siècle.

## Biographie
Après avoir débuté, en 1887, dans la presse par des chroniques au Gil Blas, elle collabore au Figaro, au Don Quichotte, à La France. Elle écrit quelques romans et fait représenter plusieurs petites pièces et plusieurs pièces tirées de romans. Elle aborde la carrière artistique au théâtre et à l'opéra, sans toutefois renoncer à la littérature et au journalisme. Élève et amie de la tragédienne Agar, elle organise pour elle une « représentation à bénéfice » en mai 1889. En souvenir de cette amitié, le sculpteur Fouquet, à la mort de la tragédienne, en 1891, lui offre un médaillon en terre cuite. Son époux Louis de Royaumont l'offre à l'État en 1910, destiné au théâtre de l'Odéon.
Elle fonde, en 1891, les Soirées artistiques de la Galerie Vivienne.
Pauline Savari pose sa candidature au fauteuil d'Ernest Renan à l'Académie Française, le 19 janvier 1893. À la suite de la lecture de sa lettre de candidature, « l'Académie prend la résolution suivante, qui répond, tout à la fois à la question présentement posée par Mme Pauline Savary, et d'avance à toutes celles qui ultérieurement pourraient lui être présentées dans le même sens. L'Académie, considérant que ses traditions ne lui permettent pas l'examen de cette question, passe à l'ordre du jour. ». Le duc d'Aumale déclare « Les femmes ne sont pas éligibles, puisqu'on n'est citoyen français que lorsqu'on a satisfait à la conscription. »
En 1894, elle devient directrice de Polymnia, revue de poèmes et de questions musicales. Elle tente de monter une scène lyrique au théâtre Moncey. Elle y monte Alceste de Gluck en 1894, consécration de quatre années d'assidues études musicales et joue le rôle principal. Ses efforts pour donner à sa représentation tout l'éclat désirable, auraient suscité des jalousies. Découragée, elle tente de se suicider avant la première. Une longue série de procès, entre Pauline Savari et le chef d'orchestre Eugène Damaré, relatif à cette représentation, s'ensuit à propos d'un dédit que Damaré réclame et en gage duquel il retient la partition et les parties de chœurs et d'orchestre d'Alceste.
Pauline Savari demande en 1895 au conseil municipal de Paris une plaque commémorative pour Marguerite Porete, brûlée vive en place de Grève le 31 mai 1310, comme auteur d'un livre schismatique.
Elle se consacre au féminisme, elle fonde et préside la « Fédération féministe » en 1900, qui groupe les syndicats professionnels de femmes. Son but est « de résoudre la question féminine ouvrière, en apportant au travail des conditions plus équitables, en remettant en honneur les industries qui permettent le travail en commun au foyer familial, en donnant à l'ouvrière habile la facilité de trouver des débouchés aux produits de son intelligence ou de son habileté professionnelle, en assurant son indépendance économique, réalisant ainsi l'article fondamental des cahiers féministes : à travail-égal, salaire égal ». Elle organise le congrès et l'exposition des Arts et Métiers féminin du 4 au 9 août 1902 au Cours la Reine à Paris, en présence de Caroline Kauffmann et d'Hubertine Auclert.
« Le féminisme surgit comme un moyen de salut ; sa tâche est splendide de subordonner la science aux besoins de l'activité humaine, et la production aux demandes de la consommation. Savoir n'est pas tout; seul vivre importe. Par ses syndicats de femmes, le féminisme prend part à l'évolution sociale et organise la défense féminine contre les ennemis séculaires. Les deux Congrès féministes tenus en 1900 ont été le 89 des femmes et équivalent à une Déclaration des droits de la femme... Le travail devra et pourra reconstruire la famille au lieu d'en être le dissolvant. »
— Pauline Savari, à l'ouverture du congrès.
 Elle se préoccupe de l'emploi, dans diverses industries, des substances toxiques, et elle veut que les patrons, qui imposent aux ouvriers l'emploi de ces substances subissent les conséquences de la loi sur les accidents du travail. Elle propose deux votes à l'assemblée. L'un a trait à la protection des enfants que les Bons-Pasteurs embauchent pour un travail excessif. L'autre demande que les ateliers, usines, manufactures soient placés hors des agglomérations urbaines. à l'exception des industries qui relèvent directement de la visite des clients, comme les modistes, les couturières. Elle dirige le journal L'Ouvrière en 1903.
Pauline Savari fonde la revue Le Berceau qui a pour but la protection de la mère et de l'enfant, la mutualité et l'enseignement. À cette revue se rattache l'assurance maternelle, destinée à venir en aide, moyennant une cotisation, aux femmes enceintes et accouchées.

### Famille
Elle se marie avec Louis Étienne Baudier de Royaumont (1854-1918), premier conservateur de la Maison de Balzac ; ils ont deux fils : Louis et Philippe Baudier de Royaumont qui épouse Suzanne Leloir, fille de Maurice Leloir en 1912 et mort pour la France en 1916.

## Romans
- 1892 : Sacré Cosaque !

## Théâtre

### Auteure
- 1889 : Tous journalistes !, 2 actes en prose, pièce jouée par MM. Hirch, Coste, Fontès, Lugné-Poe, Chiménes, Mmes Gaillard et Beer à l'Hôtel Continental le 24 mars 1889.
- 1890 : Divorce impérial, pièce historique, qui fit à diverses reprises l'objet des plus vives polémiques, et qu'aucun directeur de théâtre n'a osé porter à la scène. Des extraits sont joués, le 1er juin 1890, Salle de Géographie. Elle est jouée en 1904 à la Gaieté et au Trianon
- 1891 : Oh la bête !
- 1901 : Maternité
- 1901 : Le Bon Anarchiste
- 1901 : Les Barbares sont à nos portes
- 1901 : Mademoiselle se marie

### Actrice
- 1891 : Celle qu'on n'épouse pas, pièce de Paul Alexis, Galerie Vivienne (25 octobre)

## Opéra
- 1892 : Siegfried, uniquement le dernier acte Théâtre Moderne
- 1894 : Alceste de Gluck au Théâtre Moncey (14 mars[14],[15])
- 1897 : Le Passant d'Émile Paladilhe au Théâtre Mondain